# Romans (musik)
Romans är som konstmusikterm en sånggenre, oftast solosång till instrumentalt ackompanjemang, alltid i litet till måttligt format.
Den leder sitt ursprung huvudsakligen från Tyskland och hade en blomstringstid i 1800-talets borgerliga kultur. Den tyska romanskonsten har förblivit ett kraftcentrum i genren, men den finns i hela Västvärlden.

## Romans och lied
En närliggande term är lied (i flertal lieder), som egentligen är det tyska ordet för "(en) sång", "strofisk sång" eller "visa" (tyska: Lied, i flertal Lieder). Som specialterm har tyska Lied kommit att beteckna olika mer genomarbetade sånggenrer i det tyska språk- och kulturområdet, även denna. På svenska används ordet lied ibland som specifik beteckning på romanser i den tyska traditionen. På engelska har det blivit det vanliga ordet för romans, när den inte kallas art song eller bara song.

## Form
Texten är vanligen en centrallyrisk dikt, ibland en berättande, som sjungs till ett genomarbetat instrumentalt ackompanjemang (alltså mer än bara stödjande ackord eller plock), oftast för piano, senare även för symfoniorkester, undantagsvis för andra besättningar. Musiken brukar karakteriseras av välavvägd balans mellan ord och ton, där både melodi och ackompanjemang kan bära lika mycket uttryck och innehåll som texten och också vara skrivna mot eller förändrande den. I melodin har många tonsättare också försökt fånga melodin i det språk texten är skriven på.

## Olika romanstraditioner
Några av de mest betydande tyska romanstonsättarna är:
- Johannes Brahms
- Franz Liszt
- Carl Loewe
- Gustav Mahler
- Robert Schumann
- Franz Schubert
- Richard Strauss
- Hugo Wolf

Andra tyska tonsättare värda omnämnande är Wolfgang Amadeus Mozart, Ludwig van Beethoven, Alban Berg (Sieben frühe Lieder), Erich Wolfgang Korngold, Hans Pfitzner, Max Reger, Arnold Schönberg (Gurre-Lieder för orkester, kör och vokalister), Gustav Mahler (Kindertotenlieder, Des Knaben Wunderhorn, Das Lied von der Erde, mm), Richard Wagner (Wesendonck-Lieder), Bruno Walter  m.fl.
En framstående norsk romanskomponist var Edvard Grieg och en polsk Karol Szymanowski. Framstående svensktalande romanskompositörer är Jean Sibelius, Dag Wirén, Wilhelm Stenhammar, Hugo Alfvén, Wilhelm Peterson-Berger, Emil Sjögren, Allan Pettersson, Adolf Fredrik Lindblad och Ture Rangström. 
I Frankrike kallade Charles Gounod sina romanser mélodies. Några andra franska tonsättare är: Hector Berlioz, Henri Duparc, Gabriel Fauré, Reynaldo Hahn, Charles Koechlin och Francis Poulenc.